# 25mm protiletadlový kanón typu 96
25mm protiletadlový kanón typu 96 byl japonský víceúčelový automatický kanón s hlavní délky 60 ráží (1500 mm), používaný za druhé světové války. Původně byl navržen jako protiletadlová a protitanková zbraň podle francouzského vzoru. V jedno- až trojhlavňovém uspořádání se používal v pozemních instalacích i jako lehká protiletadlová zbraň prakticky na všech japonských plavidlech od roku 1936 až do konce války.

## Historie
V roce 1935 se japonské císařské námořnictvo rozhodlo nahradit dosavadní 40mm pom-pom Vickers kanónem na bázi 25mm kanónu Hotchkiss. Komise japonských důstojníků a inženýrů se proto v roce 1935 vydala do Francie, aby ohodnotila schopnosti plánovaného nástupce. Bylo objednáno několik vzorových kusů a následně téhož roku otestováno na námořní základě v Jokosuce. Prvních několik kusů bylo vyrobeno ve Francii jako „Typ 94“ a „Typ 95“. Nejrozšířenější varianta produkovaná jokosuckým námořním arzenálem byla označována jako „Typ 96“.
Japonci provedli několik modifikací původní Hotchkissovy konstrukce. Kvůli zjednodušení výroby byly některé kované části nahrazeny odlévanými. Původní tlumič zášlehu byl nahrazen tlumičem firmy Rheinmetall. Verze určená pro ponorky byla vyráběna z nerezavějící oceli.
Jako první se do služby dostala 6. srpna 1936 dvouhlavňová varianta. Tříhlavňová verze následovala v roce 1941 a jednohlavňová v roce 1943.

## Popis

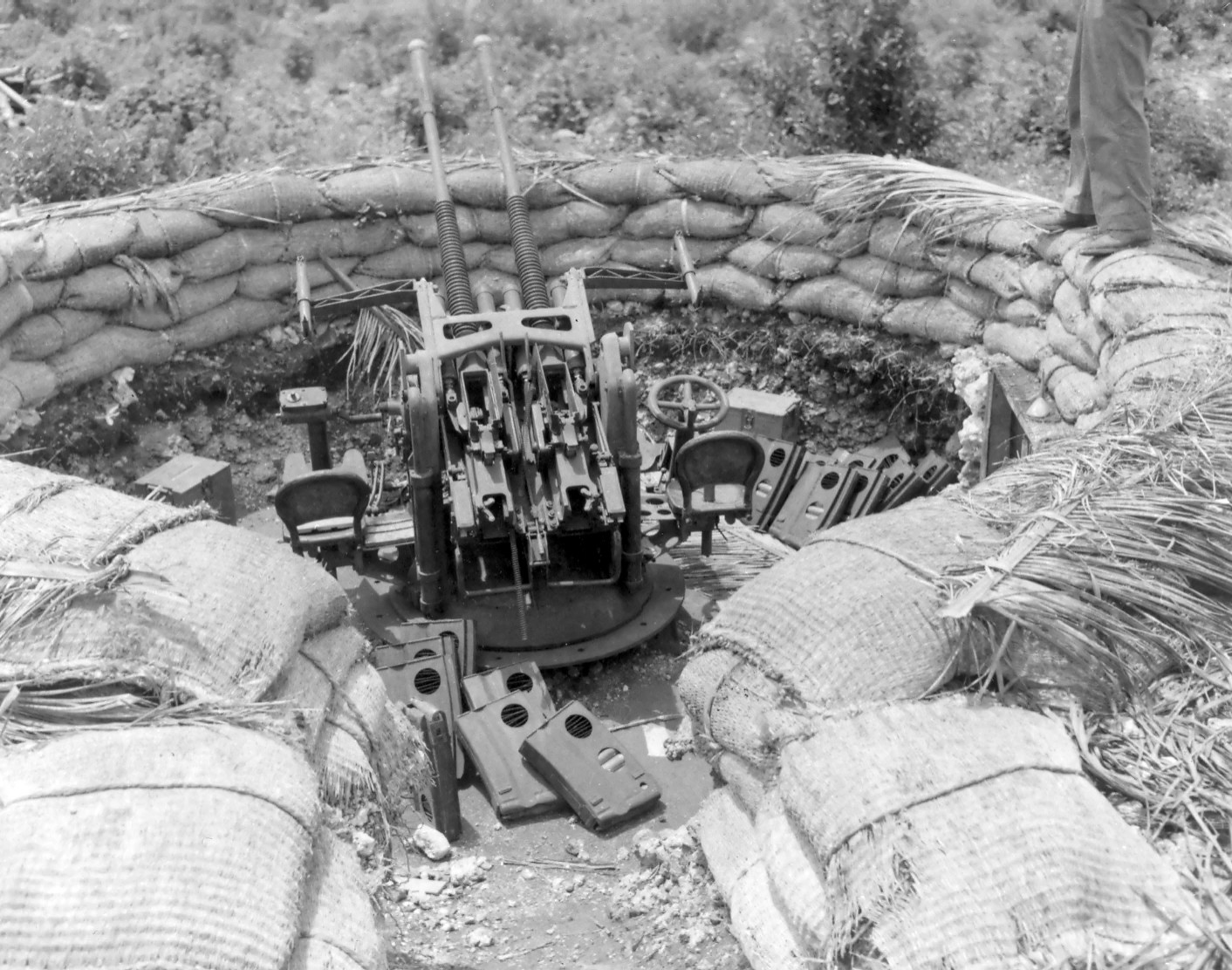
Dvouhlavňová verze v palebném postavení na severu letiště Agana, Guam, 5. října 1944. Zásobníky po 15 kusech nábojů jsou položeny na zemi.

Typ 96 byla jednoduchá vzduchem chlazená zbraň pracující na principu odebírání plynů z hlavně. Nastavením ventilu na mechanismu odběru plynů se dala regulovat rychlost střelby mezi 200 až 260 ranami za minutu. Standardní nastavení bylo 220 ran za minutu.
Kovaná hlaveň byla šroubovací a dva muži s kladivem a francouzákem jí dokázali vyměnit přibližně za pět minut.
Náměr a odměr zbraně byl obvykle ovládán manuálně. V případě dvou- a trojhlavňové varianty seděli dva mířiči po stranách kompletu. Muž napravo ovládal odměr: točením kola před sebou otáčel kompletem do stran. Nalevo sedící mířič ovládal náměr: točením zdvojenou klikou, která připomínala pedály bicyklu, určoval elevaci hlavní. Zaměřovač mohl být buďto jenom na levé straně nebo na obou. Odpal zbraní se inicioval pedály, kterými byla vybavena stanoviště obou mířičů. Jednohlavňová varianta měla zaměřovač na levé straně a klasickou prstovou spoušť.

## Hodnocení
Japonci považovali 25mm typ 96 za vynikající zbraň a hojně jí využívali po celou dobu války. Jako zbraň střední ráže se dala srovnat s 28mm/75 kanónem používaným Američany. Ti ale došli k závěru, že zbraně střední ráže jsou neefektivní a většinou je nahradily za kombinaci 40mm Boforsů a 20mm Oerlikonů. Děla střední ráže totiž postrádala kadenci lehčích zbraní, jejich dostřel nebyl o moc větší a naopak jejich granáty nedosahovaly účinku 40mm munice. Americká námořní komise, která po válce působila v okupovaném Japonsku ve své zprávě 0-47(N)-2 uvedla následující nedostatky 25mm děla typu 96:
- Nízká úhlová rychlost změny náměru a odměru u vícehlavňového provedení, což mělo za následek, že obsluha nebyla schopna sledovat rychle letící cíle na malou vzdálenost.
- Zaměřovač byl nedostačující pro střelbu na rychle letící cíle
- Kanón při střelbě trpěl vibracemi, které znesnadňovaly udržení cíle v zaměřovači
- Kapacita ručně měněných zásobníků na pouhých 15 nábojů byla nedostačující. Během výměny zásobníku bylo navíc třeba zastavit palbu, což radikálně snižovalo rychlost střelby.
- Nadměrné zášlehy při výstřelu

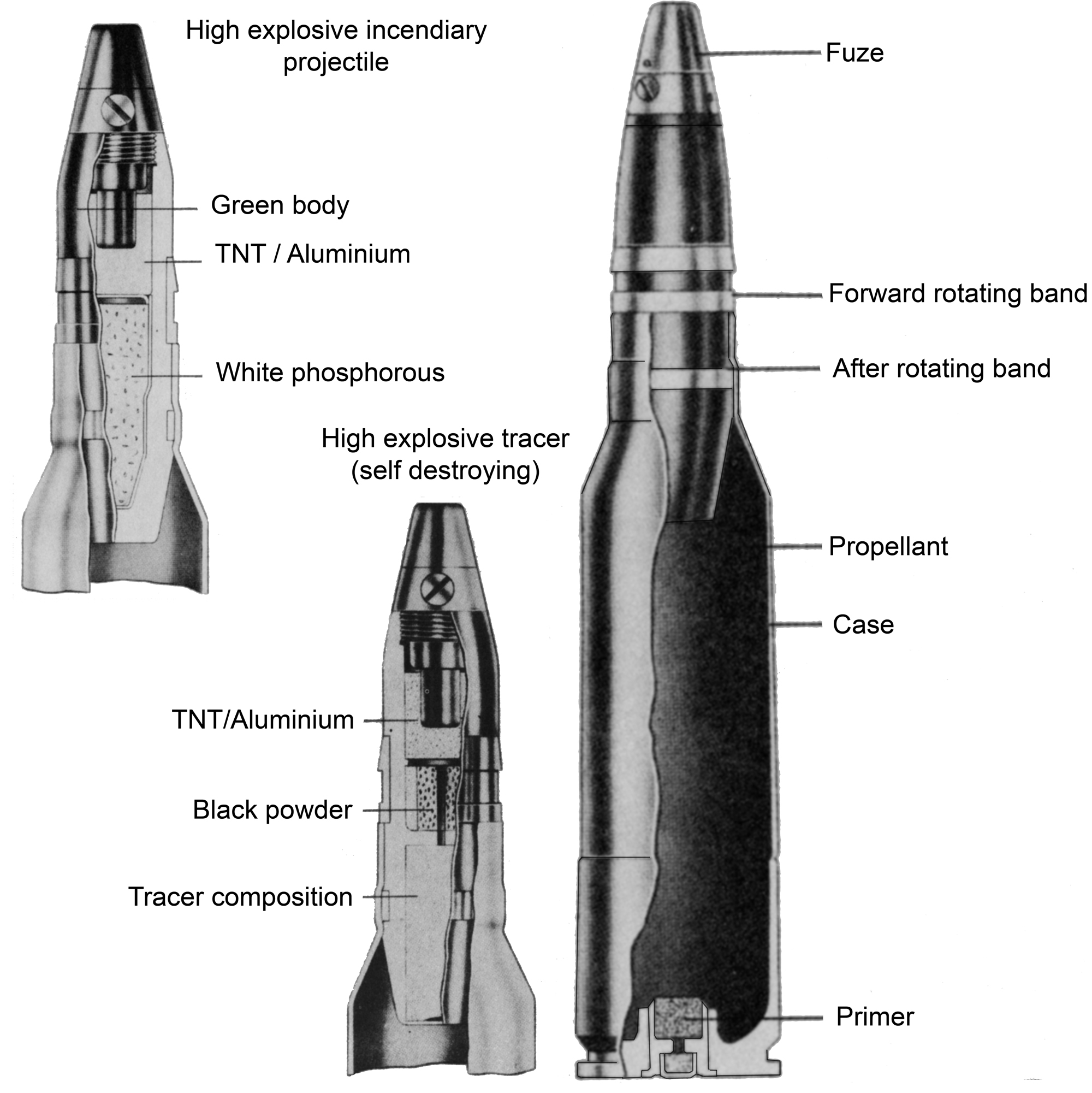
Schéma zápalného projektilu a stopovky (nalevo) a celého náboje: projektil s nábojnicí (napravo)

Navíc vyjmutí schránky s náboji bylo při vyšších úhlech elevace obtížné. I přes tyto nedostatky byl kanón hojně používán po celou dobu války, přičemž na lodích se během války postupně zvyšoval počet hlavní. Na některých lodích byla dokonce sejmuta část jejich hlavní výzbroje, aby bylo uvolněno místo pro další 25mm komplety. Například na torpédoborcích třídy Kageró tak byla na přelomu let 1943 a 1944 dělová věž v pozici „X“ s víceúčelovými 127mm kanóny typu 3. roku nahrazena dvěma trojhlavňovými komplety s kanóny typu 96.